# Compañía del sol
A Compañía del sol a német pop-latin csapat, a Marquess negyedik stúdióalbuma. 2009. július 27-én jelent meg. Az album első kislemezeként az Arriba című felvétel jelent meg, július 3-án, ami egy igazi nyári lüktetésű dal.

## Tracklista
| Track | Cím                    | Idő  |
| ----- | ---------------------- | ---- |
| 01    | Latino America         | 3:21 |
| 02    | Arriba                 | 3:11 |
| 03    | Nos Vemos              | 3:03 |
| 04    | Como Tu Bailas         | 3:17 |
| 05    | Tranquila              | 3:06 |
| 06    | Johnny Viva En Madrid  | 3:06 |
| 07    | Discobar               | 3:28 |
| 08    | London, Milano, Berlin | 3:05 |
| 09    | Un Dia Normal          | 3:10 |
| 10    | Vuelve                 | 3:15 |
| 11    | No Tengo El Tango      | 3:00 |